# 大蓋副麗蛇鰻
大蓋副麗蛇鰻，為輻鰭魚綱鰻鱺目糯鰻亞目蛇鰻科的其中一種，被IUCN列為次級保育類動物，分布於東南太平洋的加拉巴哥群島海域，本魚體奶油色至棕色，頭部及背部具有許多褐色斑點，體長可達64.3公分，棲息在底層水域，屬肉食性，可做為食用魚。

## 擴展閱讀
維基物種上的相關：大蓋副麗蛇鰻